# Orlando Rivera
Orlando Rivera (Barranquilla, 1920-Baranoa, 1960) fue un artista colombiano apodado "Figurita", integrante del Grupo de Barranquilla. Murió al caerse de una carroza de carnaval que había diseñado para la reina de Bolivia, la cual nunca se presentó.
Fue pintor, compositor, bailarín, diseñador de carrozas de carnaval y caricaturista. Su pintura era costumbrista y expresionista. 

## Trayectoria
Orlando Rivera fue artista autodidacta, adquirió el apodo de "Figurita" porque la primera revista que publicó sus ilustraciones se llamaba Figuras. Participó en un Salón Regional de Artistas organizado en Barranquilla y obtuvo los tres primeros premios, e inauguró con una exposición el famoso café El Automático en Bogotá.
A comienzos de los años 1950, Orlando Rivera se establece en Medellín, donde comparte con Gonzalo Arango, Alberto Aguirre, Manuel Mejía Vallejo, Oscar Hernández, Guillermo Gaviria, Eddy Torres y Carlos Castro Saavedra, y conoce a su esposa Sol Santamaría.
Le sobreviven dos frescos, La resurrección de Colombia en su casa de Baranoa, y Jesús arrojando a los mercaderes del templo en el antiguo edificio donde funcionó el periódico El Nacional en Barranquilla.